# Колапс (медицина)
Кола́пс — форма гострої судинної недостатності, пов'язана з вираженим падінням тонусу судин і зменшенням об'єму циркулюючої крові. Його відносять до невідкладних станів. Його слід відрізняти від проявів судинної недостатності при шоках. При колапсі не відбувається розвитку виразної системної відповіді з боку інших органів та систем, а усі прояви пов'язані з падінням судинного тонусу.

## Причини
- інфекційні хвороби (черевний, епідемічний висипний тифи, тяжкі пневмонії, стафілококове харчове отруєння, малярія при лікуванні хініном тощо)
- гострі інтоксикації (отруєння чадним газом, фосфорорганічними сполуками, снодійними, транквілізаторами, тощо)
- гостра крововтрата
- хвороби ендокринної та нервової систем (пухлини, сирингомієлія, тощо)
- гострі захворювання органів черевної порожнини (перитоніт, тощо)
- інфаркт міокарда
- ортостатичний перерозподіл крові (передозування, несумісність ліків, тощо)
- спинномозкова або перидуральна анестезія тощо.

Етіологія колапса визначає специфічність його клінічних проявів. При виражених порушеннях метаболізму на передній план виходять ознаки загальної інтоксикації. Колапс інфекційного генезу дуже часто розвивається під час критичного зниження температури тіла на фоні дегідратації, згущення крові, метаболічного ацидозу та респіраторного алкалозу.

## Патогенез
В основі патогенезу колапсу лежить зменшення об'єму циркулюючої крові, зумовлене зниженням симпатичної іннервації серця та судин, недостатністю судиннорухового апарату, яка супроводжується зменшенням притоку крові до серця, що веде до зменшення викиду ним крові та недостатності периферійного кровообігу. Останнє спричинює порушення живлення усіх органів та тканин, у тому числі життєво важливих (головного мозку та серця).

## Клінічні прояви
До проявів колапсу належать:
- прострація;
- блідість шкіри;
- зниження температури тіла;
- поверхневе часте дихання;
- частий пульс слабкого наповнення;
- низький артеріальний тиск (артеріальна гіпотензія).

## Діагностика
Іноді виникають складнощі при диференційній діагностиці колапсу та кардіогенного шоку, який супроводжується вираженою серцевою патологією.
З метою діагностики вимірюють артеріальний та венозний тиск, визначають ОЦК, величину серцевого викиду (ударний та хвилинний об'єми серця), загальну периферійну опірність, показники фізико-хімічного складу крові (гемоглобін, в'язкість та ін.), кислотно-лужний стан та інші біохімічні показники, застосовують електрофізіологічні методи.

## Лікування
Лікування невідкладне (ургентне). Визначається необхідністю швидкої ліквідації гострої судинної недостатності. Необхідні такі заходи:
- зупинка кровотечі,
- видалення з організму токсичних речовин,
- введення антидоту,
- зігрівання хворого, дають дихати кисневою сумішшю,
- усунення гіпоксії,
- швидко в горизонтальне положення, транспортують його у відповідне відділення лікарні,
- вводять ліки, які підвищують артеріальний тиск (адреналін (епінефрин), глюкокортикостероїди).

З метою наповнення судинного русла при змінах ОЦК проводять трансфузія інфузійних розчинів як колоїдного (рефортан, реосорбілакт, реополіглюкін, альбумін, волювен), так і кристалоїдного характера (розчин натрію хлориду 0,9 %, Рінгера, Рінгера—Локка, Гартмана, розчини глюкози тощо), за строгим показанням — компонентів крові. Внутрішньовенно вводять 60-90 мг преднізолону.
При колапсі внаслідок кровотечі після відновлення об'єму циркулюючої крові застосовують вазопресори — краплинно 1 мл 0,2 % розчину норадреналіну (попередньо розведений), 1-2 мл кордіаміну, 1-2 мл 10 % розчину кофеїну, 2 мл 10 % розчину сульфокамфокаїну та інші вазопресори.
При ацидозі рекомендують вводити в/в 100—200 мл 5-8,4 % розчину гідрокарбонату натрію.
Якщо колапс спричинило внутрішньом'язове або підшкірне введення ліків, то накладають джгут вище місця ін'єкції, нормалізують об'єм циркулюючої крові шляхом переливання крові та кровозамінних рідин.